# Pierre Pigray
Pierre Pigray (né vers 1531 et mort le 15 octobre 1613) dont le nom latinisé est Petrus Pigraeus, est un médecin français, médecin des rois Henri IV et Louis XIII,.

## Biographie
Il est le disciple d'Ambroise Paré avec qui il travaille comme chirurgien ordinaire du Roi lorsque Paré est lui-même Premier chirurgien de Charles IX et d'Henri III de France. Il participe avec lui à la Bataille de Dreux en 1562 et à celle de Moncontour en 1569. Cependant, malgré ses succès en tant que chirurgien, Pigray n'est pas partisan de la suture des artères,, qu'a mis au point Paré et qui va devenir répandue notamment en chirurgie de guerre. Pigray va se retrouver ainsi dans une polémique entre Paré et Julien Le Paulmier.
Il procède à l'embaumement d'Henri IV après son assassinat par Ravaillac en travaillant « à l’italienne », sous la recommandation de Marie de Médicis (technique sans craniectomie qui consiste à bourrer le corps d'aromates et momifier la tête avec le noir animal, comme c'est le cas pour Louis XIII ou Anne d'Autriche),. Son nom est cité lors de la controverse autour de la tête d'Henri IV.

## Œuvres
- La chirurgie tant théorique que pratique, 1600[8].
- Chirurgia, cum aliis medicine partibus juncta, 1610.
- Épitomé des préceptes de médecine et chirurgie. Avec ample déclaration des remèdes propres aux maladies, 43 éditions publiées entre 1609 et 1681 en français et latin.